# Potentilla heterosepala
Potentilla heterosepala là loài thực vật có hoa trong họ Hoa hồng. Loài này được Fritsch miêu tả khoa học đầu tiên năm 1890.